# 三重県道115号鈴鹿宮妻峡線
三重県道115号鈴鹿宮妻峡線（みえけんどう115ごう すずかみやづまきょうせん）は、三重県鈴鹿市から四日市市に至る一般県道である。

## 概要
鈴鹿市木田町から四日市市水沢町（すいざわちょう）に至る。

### 路線データ
- 起点：鈴鹿市木田町（木田橋北詰交差点、三重県道8号四日市鈴鹿環状線交点）
- 終点：四日市市水沢町（三重県道44号宮妻峡線起点）
- 総延長：12,887 m

## 路線状況

### 重複区間
- 三重県道407号三畑四日市線（鈴鹿市下大久保町 - 四日市市鹿間町）
- 三重県道11号四日市関線（四日市市水沢野田町 - 四日市市水沢町・水沢本町交差点）
- 三重県道44号宮妻峡線（四日市市水沢町・水沢本町交差点 - 四日市市水沢町（終点））

### 道路施設

#### 橋梁
- 椿一宮橋（鈴鹿市 - 四日市市）
- 昭和橋（内部川、四日市市、三重県道11号四日市関線重複区間内）

## 地理

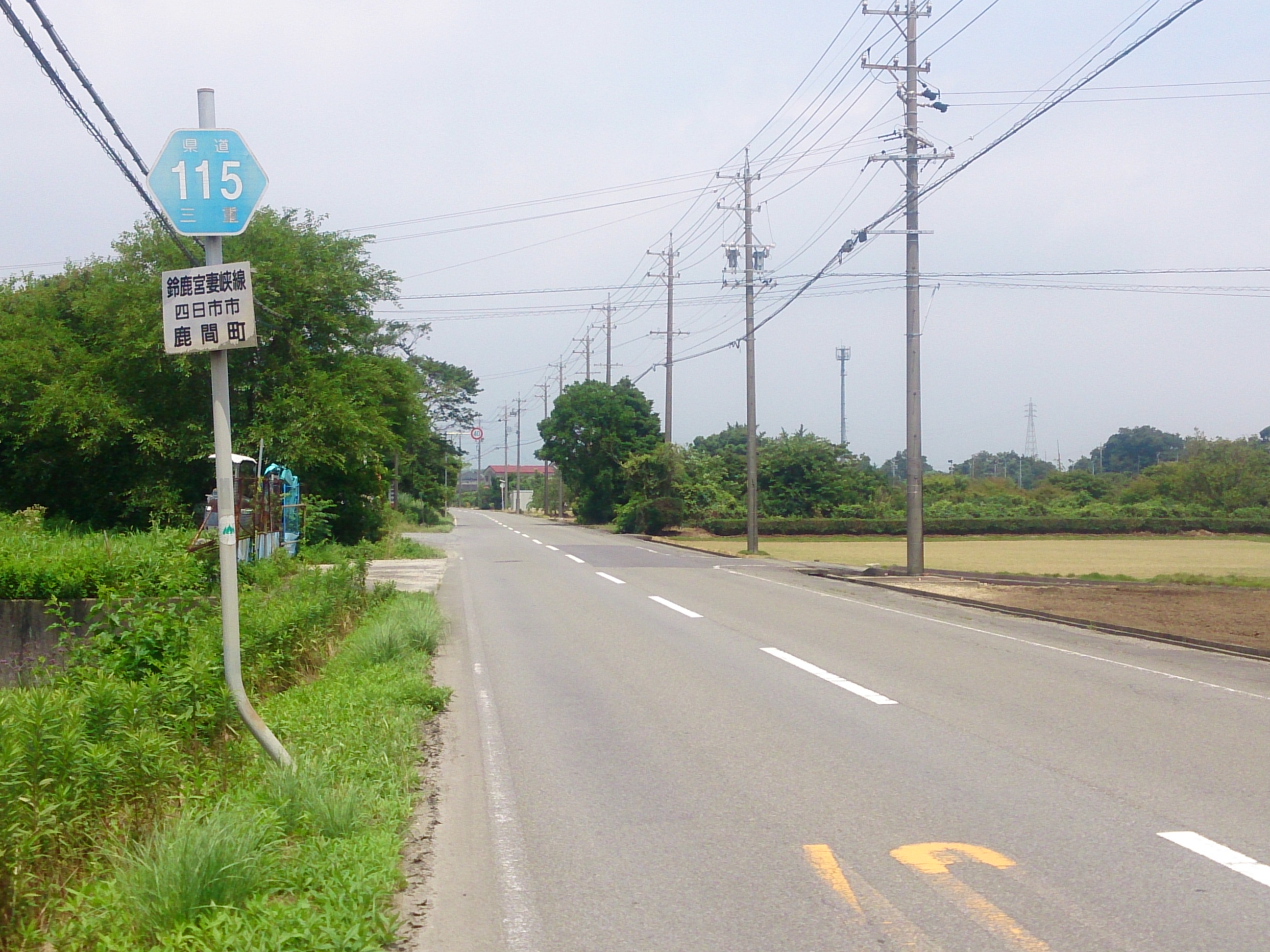
四日市市鹿間町

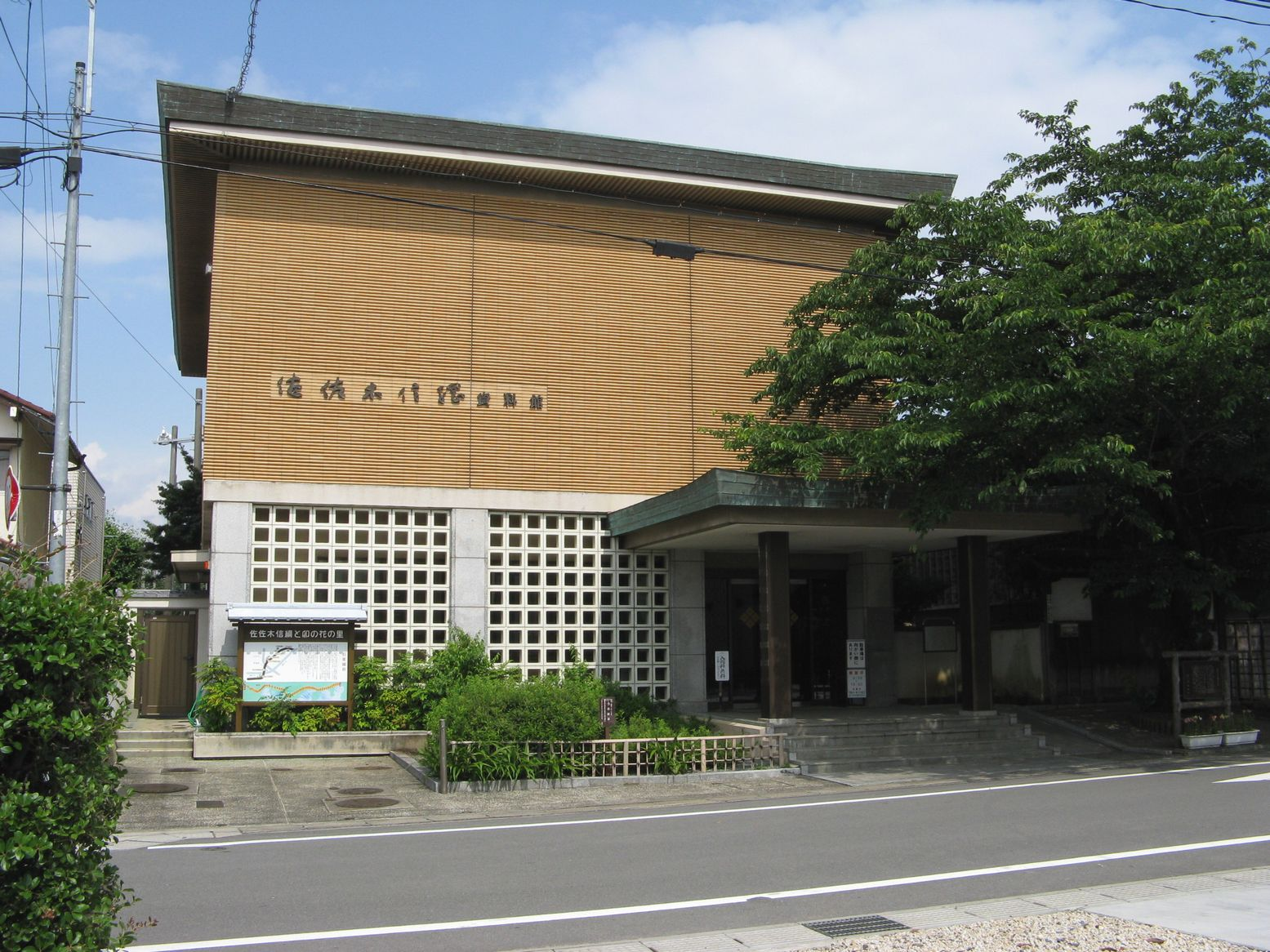
佐佐木信綱記念館（画像は資料館）

### 通過する自治体
- 三重県
  - 鈴鹿市 - 四日市市 - 鈴鹿市 - 四日市市

### 交差する道路
| 交差する道路                                                          | 市町村名 | 交差する場所                     | 交差する場所            |
| --------------------------------------------------------------------- | -------- | -------------------------------- | ----------------------- |
| 三重県道8号四日市鈴鹿環状線                                           | 鈴鹿市   | 木田町                           | 木田橋北詰交差点 / 起点 |
| 国道1号 国道25号 重複                                                 | 鈴鹿市   | 石薬師町                         | 石薬師町交差点          |
| 三重県道407号三畑四日市線 重複区間起点                                | 鈴鹿市   | 下大久保町                       |                         |
| 三重県道407号三畑四日市線 重複区間終点                                | 四日市市 | 鹿間町                           |                         |
| 北勢南部広域農道 / フラワーロード                                     | 四日市市 | 和無田町                         | 和無田町交差点          |
| 国道306号                                                             | 鈴鹿市   | 椿一宮町                         |                         |
| 三重県道11号四日市関線 重複区間起点                                   | 四日市市 | 水沢野田町（すいざわのだちょう） |                         |
| 三重県道632号水沢本町采女線                                           | 四日市市 | 水沢町                           |                         |
| 三重県道11号四日市関線 重複区間終点 三重県道44号宮妻峡線 重複区間起点 | 四日市市 | 水沢町                           | 水沢本町交差点          |
| 三重県道44号宮妻峡線 重複区間終点                                     | 四日市市 | 水沢町                           | 終点                    |

### 交差する鉄道
- 関西本線

### 沿線
- 鈴鹿川
- JR東海関西本線 河曲駅
- 三重県消防学校
- 三重県立石薬師高等学校
- 鈴鹿市立石薬師小学校
- 石薬師郵便局
- 佐佐木信綱記念館 - 資料館・信綱生家などからなる。
- 宮妻峡